# 布坦巴拉區
布坦巴拉區是非洲中部國家烏干達的111個區之一，由中部區負責管轄，首府是貢貝，距離首都坎帕拉約68公里和姆皮吉區31公里，2010年人口估計為98,200。

## 外部連結
- Butambala District Homepage
- Butambala District has one (1) hospital （页面存档备份，存于）

00°12′N 32°06′E / 0.200°N 32.100°E